# Mycetophila verberifera
Mycetophila verberifera är en tvåvingeart som beskrevs av Freeman 1951. Mycetophila verberifera ingår i släktet Mycetophila och familjen svampmyggor. Inga underarter finns listade i Catalogue of Life.